# Dominic West
Dominic West (Sheffield, Yorkshire, 15 de outubro de 1969) é um ator, diretor e músico inglês. Ele é mais conhecido por interpretar Jimmy McNulty em A Escuta (2002–2008) e Noah Solloway em The Affair: Infidelidade (2014–2019), o último dos quais lhe rendeu uma indicação ao Globo de Ouro. Ele ganhou o BAFTA de melhor ator em televisão em 2012 por interpretar o serial killer Fred West em Appropriate Adult (2011), também interpretou Jean Valjean na minissérie Os Miseráveis da BBC de 2018. 
No cinema, participou dos filmes Chicago (2002), 300 (2007), O Justiceiro: Em Zona de Guerra (2008), John Carter - Entre Dois Mundos (2012), The Square: A Arte da Discórdia (2017) e Colette (2018). West está atualmente desempenhando o papel de Dr. Chris Cox na série Brassic do canal Sky One (2019-presente).

## Filmografia parcial
- 1995 - Ricardo III
- 1996 - Os Amores de Picasso
- 1997 - Além das Aparências
- 1997 - Spice World
- 1999 - Star Wars Episódio I - A Ameaça Fantasma
- 1999 - A Midsummer Night's Dream
- 2000 - 28 Dias
- 2001 - Rock Star
- 2003 - O Sorriso de Mona Lisa
- 2002 - Chicago
- 2004 - Os Esquecidos
- 2007 - 300
- 2007 - Hannibal: A Origem do Mal
- 2009 - O Justiceiro: Em Zona de Guerra
- 2010 - Centurião
- 2011 - O Retorno de Johnny English
- 2011 - O Despertar
- 2012 - John Carter - Entre Dois Mundos
- 2018 - Tomb Raider: A Origem

## Séries de televisão
- 2002 – 2008 - "The Wire"
- 2008 - "The Devil's Whore"
- 2011 - "The Hour"
- 2011 - "Appropriate Adult"
- 2014 - "The Affair"